# Cheilotrichia divaricata
Cheilotrichia divaricata là một loài ruồi trong họ Limoniidae. Chúng phân bố ở vùng Tân nhiệt đới.